# The Darling of the Rich
Pour plus de détails, voir Fiche technique et Distribution.
The Darling of the Rich est un film américain réalisé par John G. Adolfi et sorti en 1922.

## Fiche technique
- Réalisation : John G. Adolfi
- Scénario : Dorothy Farnum d'après une pièce de Michael Morton
- Producteur : Whitman Bennett
- Production : Betty Blythe Productions
- Photographie : Edward Paul
- Genre : Mélodrame[1].
- Distributeur : States rights
- Durée : 60 minutes (6 bobines)[2]
- Date de sortie : 6 décembre 1922 (USA)

## Distribution
- Betty Blythe : Charmion Winship
- Gladys Leslie : Lizzie Callahan
- Jane Jennings : Jane Winship
- Montagu Love : Peyton Martin
- Charles K. Gerrard : Torrence Welch
- Leslie Austin : Mason Lawrence
- Julia Swayne Gordon : Dippy Helen
- Albert Hackett : Fred Winship
- Walter Walker : Mike Callahan
- A. Gowin : le détective